# 大奇蹟日
大奇蹟日（英語：Day of Big Miracle）是有關香港股市的坊間詞彙，指股市在開市後大跌，但在收市前卻從低位大幅反彈甚至倒升的日子；或指股市於前一日或一段時間大跌，但在該日大幅反彈的日子。

## 典故
「大奇蹟日」一詞首先出現於1992年的無綫電視劇集《大時代》，主角丁蟹與方展博最後對決中發生，經歷1994年6月2日至6月5日的持續大跌市，恒生指數由11,030滑落至9,050點，令市場擔心新一次股災已經發生；然而在1994年6月7日假後復市，恆指卻瘋狂反彈，一度暴升4,100點至13,150點，最終以12,650點收市，仍狂升3,600點，這個日子被稱為「大奇蹟日」。
以上僅為劇集中的虛構情節。現實中的恒生指數，自1994年1月4日升至12,201點的當時歷史高位後，一直反覆下跌至翌年1月23日6967.9點的低位，而6月7日當日是由9,383點，跌至9,247.9點，下跌135.1點。
該情節也在台灣時空穿越劇《1989一念間》再次上演，唯獨時間是1989年10月19日。
偶然的是：1987年的同一天，是黑色星期一，反而爆發八七股災。

## 現實的大奇蹟日
以下是歷年來開市暴瀉，但在單日內跌幅急劇收窄，倒升甚至並創下歷史新高收市，而被稱為港股「大奇蹟日」的日子：

### 1997年
- 10月28日，亞洲金融風暴拖累恆生指數當日最多下跌1,723點，低見8,775點，收市報9,060點，跌1,438點或13.7%[3]。但在翌日，恒指大幅反彈1,705點或18.82%，以全日高位10,765點收市，完全收復失地之餘，以百分率計，更是歷史單日最大升幅。

### 2007年
- 8月17日，恆生指數於下午大跌超過1,200點，低見19,363點，但於收市前恆指卻因港股直通車的傳聞，突然大幅反彈，反彈幅度超過1,000點，收市報20,387點，跌285點，企穩20,000點以上水平，之後更一直升至10月30日的31958點。

### 2008年
- 1月22日，受到美國次按風暴失控引發的全球股災拖累，恒生指數曾一度大跌2,109.23點，報21,709.63點；收市報21,757.63點，暴瀉2,061.2點，跌幅達8.65%，創下史上單日最大點數跌幅。但在翌日，美國聯儲局突然減息3/4厘救市，刺激全球股市止跌回升，恆指亦受惠而瘋狂反彈，一度狂升2,482.35點，報24,239.98點；收市報24,090.17點，暴升2,332.54點，創下史上單日最大點數升幅，完全收復失地之餘，更突破24,000點大關。
- 2月15日，恆生指數於上午曾跟隨外圍急瀉575點，低見23,446點，但於下午日股扭腰收復失地，連同東亞業績尚佳為市場注入強心針，恒指收市倒升126點或0.53%，報24,148點[4]。
- 5月14日，恆生指數於上午在四川地震或加劇內地通脹憂慮影響下，一度下挫444點，低見25,108點，但於下午恒指跟隨內地股市及日股帶動下，穩步回升，跌幅大幅收窄，守住25,500點水平。收市時，恆指報25,533點，跌19點或0.08%[5]。
- 5月21日，美股跌近200點，恆生指數於上午曾下跌349點，低見24,820點，但很快跌幅數窄，內地股市下午開始倒升，支持港股在下午進一步造好，25,000點失而復得，收市升290點或1.16%，報25,460.29點，上下波幅6百多點[6]。
- 8月1日，恆生指數於上午曾急挫523點，低見22,207點，但於傳出內地有救市措施出台，內地股市倒升，帶動恒指反彈超過600點，收市倒升131點或0.6%，報22,862點[7]。
- 9月18日，恆生指數於上午狂瀉超過1,300點，低見16,283點，但於下午恆指卻因多國央行及香港金融管理局向市場注入資金，突然大幅反彈，更一度倒升逾200點，反彈幅度超過1,500點，收市報17,632點，微跌4點。
- 9月30日，受到前日美國政府7,000億美元救市方案遭國會否決而導致創下777.68點史上最大跌幅的影響，恆生指數一開盤便由17,880.68重挫至16,898.33，將近1,000點的跌幅。香港政府隨後出面穩定市場信心，指數逐漸回升，收盤時反而有135.53的漲幅，上下振幅達1,100餘點。
- 10月2日，恆生指數於上午曾下跌384點，低見17,631點，但於下午扭轉跌勢，更一度倒升269點，反彈幅度超過600點，18,000點失而復得，收市升194點或1.08%，報18,211點[8]。
- 10月10日，金融海嘯拖累恒指當日下午最多跌1,544點，低見14,398點，收市報14,796點，跌1,146點或7.19%[9]。但在下一個交易日(10月13日)歐美及亞洲多國政府推出救市措施，刺激全球股市反彈，恒指一度急升過1,580點，重上16,000點關，收市報16,312點，升1,515點或10.24%，完全收復上一個交易日的失地[10]。
- 10月27日，金融海嘯拖累恒指當日下午最多跌1,942點，低見10,676點，收市報11,015點，跌1,602點或12.7%，是1997年亞洲金融風暴以來跌幅最大的一日[11]。但在翌日，恒指上升1,580點或14.35%，以全日最高位12,596點收市，幾乎收復前一日的失地[12]。
- 11月4日，恒指上午曾跌近500點，一度跌穿14,000點，低見13,853點，但下午掉頭倒升近200點，反彈幅度接近700點，收市報14,384點，升39點，14,000點失而復得[13]。
- 11月7日，恒指上午曾下跌517點至13,273點，但中午傳出滙豐減息消息，又話周末時份中央會推出平準基金救市，於是恒指下午反彈近1,000點，並以接近全日高位收市，收市升453點或3.29%，報14,243點[14]。
- 11月21日，恒指以全日低位11,814點開市，下跌483點，但下午大幅反彈超過1,200點，一度倒升749點，最高升至13,048點，收市報12,659點，升360點或2.93%[15]。

### 2009年
- 5月6日，恆指上午跟隨美股跌勢曾下跌162點，低見16,268點，在匯控，工商銀行等藍籌權重股的力挺下，大盤企穩回升。午後，A股漲勢良好以及金融的強勁上行帶動恆指擴大漲勢，尾盤曾倒升455點，反彈幅度超過600點，最高見至16,885.92點，收市報16,834.57點，漲404.49點，漲幅2.46%[16]。
- 5月18日，港股上午跟隨外圍曾下跌456點，但落到16,334點後，在地產股帶領下，收復失地，重上萬七點水平，一度倒升271點，最高升至17,062點，高低位波幅超過700點，收市報17,022點，升232點或1.38%[17]。

### 2018年
- 1月17日，美股回吐，恆指一度回落至31,642.27點(-263)，午後在內銀股、騰訊及香港交易所帶動下，大市跌幅收窄，尾市更倒升並創下歷史收市新高31,983.41點（+78）。
- 3月1日，恆生指數於上午曾下跌390點，低見30,453點，但於下午逐步收復失地，更重上31,000點，一度升237點，反彈幅度超過600點，收市報31,044點，升199點[18]。
- 9月18日，中美貿易戰不斷升溫，拖累恒指上午曾下跌284點，低見26,648點，不過下午有傳內地股市憧憬「國家隊」入市支持A股，刺激A股反彈，同時刺激港股來個「V」形反彈，重上27,000點，收市升151點，報27,084點[19]。巧合地，十年前的同一日，即2008年9月18日，港股亦出現「大奇蹟日」。
- 10月19日，隔晚美股道指急挫逾300點。恒指低開282點，開市後曾挫364點，低見25,090點，創17個月新低，之後隨A股拗腰倒升帶動港股午後倒升，恒指最多升288點，高見25,743點，反彈幅度超過600點，恒指收報25,561點，升106點或0.42%[20]。
- 11月13日，美股急挫600點，拖累恆指低開540點，報25,092點，一開市已經是全日的低位，其後跌幅逐步收窄，下午更跟隨A股倒升，由低位反彈700點，並且以全日最高位25,792點收市, 升159點或0.62%。[21][22]

### 2019年
- 1月4日，美股急挫超過600點，加上A股開市創逾四年新低，拖累恒指低開118點，報24,926點，曾跌139點，見24,924點全日低位，但中華人民共和國商務部證實美國貿易代表團下周訪華，大市快速收復失地，加上A股造好帶動，令恒指反覆向好，A股以近全日高位收市，下午恒指升幅進一步擴大至超過500點，由低位反彈700點，並且以全日最高位收市，報25,626點，升561點或2.24%[23]。
- 7月15日，美股三大指數創新高，港股連升三日後，低開168點報28303，開市後跌幅隨即擴大，最多跌400點，見28071點全日低位，內地公布第二季GDP按年增6.2%，符合預期，A股反彈帶動恒指大拗腰，港股午後最多升95點，高見28567，由低位反彈近500點，恒指全日收報28554點，升83點或0.29%[24]。
- 8月6日，美股急挫超過700點，恒指低開678點或2.6％，報25,472點，之後最多曾跌753點，低見25,397點，再創七個月低位。不過由於人民幣突然回升，帶動恒指半日僅跌184點。午後跌幅繼續收窄，恒指在3時41分左右曾僅跌109點，高見26,042點，由低位反彈超過600點，最終收報25,976點，跌175點或0.67％[25]。
- 8月15日，美股急挫800點，恒指低開356點，報24,945點，甫開曾挫402點，低見24,899點，創1月3日以來新低，單是8月上半月因中美貿易戰，香港社會狀況曾跌去約10%，但力守今年低位(24,896點)，之後在地產股及中資電訊股帶動下大拗腰，上午曾倒升133點，中午報25,259點，跌42點。港股午後突轉勇，尾段升幅擴大，最多升249點，見25,552點全日高位，由低位反彈超過650點，恒指收報25,495點，升193點或0.8%[26]。

### 2020年
- 3月13日，隔晚美股暴瀉2352點或10%，創1987年股災後最大單日跌幅。恒指裂口低開1,789點或7.36%，報22,519點，創2017年1月9日以來新低，午後美股道指期貨由跌轉升千點，恒指跌幅曾縮窄至124點或0.51%，高見24184點，由低位反彈超過1,600點，恒指收報24,060點，僅跌276點或1.14%。[27][28]
- 6月23日,受美國白宮經濟顧問彼得·納瓦羅一度誤報中美貿易協議結束拖累，恆指一度跌過326點，低見24,184點，唯消息被澄清為非真有其事之後，指數由近日強勢的騰訊，港交所及友邦帶領下,倒升396點,以全日最高位24,907點收市。

### 2022年
- 3月11日，受市場關注中概股被美國強制退市的風險影響，恆指一度跌811點，低見20,079點，創2016年3月以來新低，惟午後港交所及內地股市倒升，帶動恆指由低位反彈超過700點，跌幅曾縮窄至111點，高見20,778點。
- 在第五波疫情及俄烏戰事衝擊下，恒指於2月10日至3月15日期間累跌6,815點，跌幅達27%，3月14日及15日更分別跌穿20,000點及19,000點整數關口，低見18,235點，創10年新低。但在3月16日及17日，恒指大幅反彈3,086點，重上21,000點關口，兩日升幅接近17%，為2008年10月30日以來最大。3月18日，恒指上午一度回吐578點，再次失守21,000點，低見20,922點，但下午跌幅明顯收窄，恆指由低位反彈超過700點，更一度倒升144點，高見21,646點，21,000點失而復得，收市跌88點，報21,412點。

### 2023年
- 8月17日，受前一晚美國議息會議紀錄暗示需要繼續加息，以遏抑通脹，加上市場憂慮中國房地產危機蔓延至金融業及人民幣疲弱，恒指早段急挫428點，至17,901點逾8個半月低位，大市在7月31日高見20361點後，短短2週半因內房危機，內地經數據疲弱致人民幣下跌，華北水災令內險股受壓及美國下調信用評級四重負面消息影響跌去12.08%，其後有買盤吸納，一度倒升70點；收市報18,326點，跌2點，出現小奇蹟日[29]。無獨有偶，16年前2007年8月17日亦出現奇蹟日，當時恆生指數於下午大跌超過1,200點，但收市前恆指卻因港股直通車的傳聞，突然大幅反彈，反彈幅度超過1,000點，跌285點。

### 2024年
- 9月30日，港股出現一日成交額突破5,000億的歷史新高，恆生指數高收501點[30]。此前，中共中央總書記習近平在9月底召開的中共中央政治局會議上宣布降低存款準備率，實施有力度的降息，促進中國房地產市場止跌回穩，推翻自己在2016年底提出的「房住不炒」房地產調控政策。受到中共中央釋放的利好消息影響，恆生指數飆升及成交額大增[31]。
- 10月3日，在恒生指數於前兩個禮拜一直上升後，恒指開市時為22,484點，一度在早段時候的11點20分急挫低見21,442點，下跌1,141點[32]。但在之後開始反彈，一度上升至22,443點，反彈幅度超過1,000點。最終收市前回落，跌330點。出現小奇蹟日。
- 10月8日，恒生指数於十一黃金週後迎來北水復市，但開市即跌逾千點，十時半左右更跌超過2200點，報20700點，中午休市前慢慢修復失地，午間休市報21810點，跌1289.78點，約-5.58%。

## 在其它領域中
- 2017年3月8日，西甲巴塞隆拿足球會在在歐洲聯賽冠軍盃十六強賽第一戰0-4落後巴黎聖日耳門足球會的情況下，於第二戰用6-1（總比分6-5）戲劇性逆轉巴黎聖日耳門獲得晉級八強資格。比賽過程的峰迴路轉使之被各主流媒體和球迷譽為近現代足球史上最偉大的逆轉勝以及被某些媒體稱為「大奇蹟日」。
- 2019年11月25日，香港泛民主派在2019年香港區議會選舉選舉中取得過大多數議席，為歷來首次。此事被某些媒體稱為「大奇蹟日」。